# Paramushir
Paramushir (tiếng Nga: Парамушир); tiếng Nhật: 幌筵島 Paramushiru-tō) là một hòn đảo núi lửa ở phần phía bắc của chuỗi quần đảo Kuril trong biển Okhotsk ở phía tây bắc Thái Bình Dương. Đảo được tách với đảo Shumshu một Eo biển Kuril Thứ Hai ở phía đông bắc rộng 2,5 kilômét (1,6 mi), cách đảo Antsiferov qua eo biển Luzhin (15 km) về phía tây nam, cách đảo Atlasov ở phía tây bắc khoảng 20 kilômét (12 mi), và cách đảo Onnekotan ở phía nam 40 km qua Eo biển Kuril Thứ Tư. Mũi phía bắc của đảo cách Mũi Lopatka của Bán đảo Kamchatka là 39 kilômét (24 mi). Tên của đảo có nguồn gốc từ tiếng Ainu, có nghĩa là "hòn đảo rộng" hoặc "đảo đông dân". Severo-Kurilsk, trung tâm hành chính của Kurilsky-Severo, là điểm định cư duy nhất trên đảo Paramushir.